# 李文達 (企業家)
李文达（1929年1月5日—2021年7月26日），男，广东新会人，香港亿万富翁，李锦记集团董事会主席，曾任佛山市、珠海市、新会区政协委员。根据彭博亿万富翁指数，他的财富估计为179亿美元。2017年7月，他的公司购买了伦敦标志性建筑——芬乔奇街20号。

## 生平
1929年1月5日，出生于澳门，他是李兆南的长子。
1972年，从父亲手中接过公司经营权，担任李锦记集团董事会主席，并在父亲的帮助下买下了叔叔的股权。1986年，他收购了弟弟40%的股份。
他的长子李惠民于1985年进入李锦记。
1990年，出资在珠海市金湾区南水镇兴建李兆南纪念学校及陈彩琴科学馆。1998年，九八抗洪期间捐出价值3000万元人民币之物资作赈灾用途。同年，捐资2000多万港元在家乡——江门市新会区会城街道七堡村兴建李文达中学，并先后捐出450万港元用于购买学校的教学设备等。2002年，向清华大学捐资1000万元兴建李文达医学生命科学图书馆。2018年，荣获银紫荆星章。
2021年7月26日，去世。